# Mike Jensen (håndboldspiller)
Mike Ulrich Jensen (født 26. februar 1995 i Maribo, Danmark) er en dansk håndboldspiller, som spiller for Veszprém KC.

## Håndboldkarrriere
Jensen har spillet for flere danske klubber i både Herrehåndboldligaen og 1. division for klubberne GOG, HØJ Elite, Team Sydhavsøerne og Nordsjælland Håndbold, inden han i 2019 skiftede til den tyske Bundesliga-klub HBW Balingen-Weilstetten. Efter to sæsoner tog han skridtet op og skiftede til topklubben SC Magdeburg for sæsonen 2021/22. Med klubben vandt han i sin første sæson Bundesligaen i 2022, foruden at nå finalen i EHF European League og DHB-pokalen same år.
Mens han i Danmark ikke havde tiltrukket sig stor opmærksomhed i offentligheden eller omkring landsholdet, vandt han sammen med SC Magdeburg Champions League-finalen i 2023 over polske Vive Kielce, hvor Jensen selv havde flere store redninger i både semifinale og finalen. Samme sommer skiftede til den portugisiske topklub S.L. Benfica, hvor han dog spillede frem til februar 2024 inden han blev headhuntet til den ungarske storklub Veszprém KC på en to-årig kontrakt.
Jensen har aldrig repræsenteret det danske A-landshold, men har derimod optrådt for ungdomslandsholdene ved flere slutrunder herunder Ungdoms-VM i håndbold 2013, hvor Danmark vandt guld og U/21-VM i håndbold 2015 i Brasilien, hvor Danmark vandt sølv.